# 24. prosinca
24. prosinca (24. 12.) 358. je dan godine po gregorijanskom kalendaru (359. u prijestupnoj godini).
Do kraja godine ima još 7 dana.

## Događaji
- 640. – Ivan IV., porijeklom iz Dalmacije, izabran je za papu.
- 1814. – SAD i Velika Britanija potpisale mir u Gentu u Belgiji, okončavši rat započet 1812. godine.
- 1838. – Pod pritiskom Rusije, Porte i političkih protivnika u Srbiji, knez Miloš Obrenović prihvatio "Turski ustav", kojim je ograničena apsolutna kneževa vlast.
- 1865. – u američkoj saveznoj državi Tennessee osnovana rasistička organizacija Ku-Klux-Klan.
- 1924. – Albanija postala republika.
- 1951. – Proglašeno Ujedinjeno kraljevstvo Libije s Emirom El-Idrizom kao vladarom. U rujnu 1969. ga je Moamer Gadafi vojnim udarom svrgnuo s vlasti i proglasio Islamsku republiku.
- 1954. – Laos se osamostalio.
- 1979. – Lansirana prva europska svemirska raketa "Ariane"
- 1993. – Završen Bijeli put za Novu Bilu i Bosnu Srebrenu
- 1994. – Završila je Operacija Zima '94. na području livanjskog polja i planine Dinare.
- 1997. – Islamski fundamentalisti u dva navrata ubili 59 civila u Alžiru.
- 1999. – Mali princ proglašen za knjigu 20. stoljeća u Francuskoj.

| - 1761. – Selim III., turski sultan († 1808.) - 1798. – Adam Mickiewicz, poljski pjesnik († 1855.) - 1818. – James Prescott Joule, engleski fizičar († 1889.) - 1837. – Elizabeta (Sisi), austrijska carica i mađarska kraljica († 1898.) - 1848. – Ivan Musić, hrvatski katolički svećenik († 1888.) - 1868. – Emanuel Lasker, svjetski prvak u šahu († 1941.) - 1868. – Richard Teichmann, njemački šahovski majstor - 1870. – Emanuel Vidović, hrvatski slikar († 1953.) - 1890. – Božidar Adžija, hrvatski političar i publicist († 1941.) - 1897. – Bogoljuba Jazvo, hrvatska redovnica i humanitarka († 1975.) - 1914. – Dorohy Hyson, glumica - 1922. – Ava Gardner, američka filmska glumica († 1990.) - 1931. – Jill Bennett, glumac - 1934. – Stjepan Mesić, hrvatski predsjednik - 1953. – Mira Bosanac, hrvatska glumica - 1954. – Božidar Alić, hrvatski glumac († 2020.) - 1957. – Ian Burden, glazbenik (Human League) - 1963. – Mary Ramsey, glazbenica (10,000 Maniacs) - 1971. – Ricky Martin, portorikanski pjevač - 1973. – Ana Sršen, hrvatska plivačica - 1979. – Petar Pereža, hrvatski TV-voditelj, urednik i novinar | - 1524. – Vasco da Gama, portugalski pomorac i istraživač (* oko 1460.) - 1863. – William Makepeace Thackeray, engleski književnik (* 1811.) - 1935. – Alban Berg, austrijski skladatelj (* 1885.) - 1865. – Adolf Hyła, poljski slikar (* 1897.) - 2003. – Miljenko Foretić, hrvatski teatrolog, povjesničar i povjesničar umjetnosti (* 1939.) - 2012. – Ana Bešenić, hrvatska pjesnica i autorica romana (* 1952.) - 2018. – Stanko Poklepović, hrvatski nogometni trener (* 1938.) - 2022. – Franjo Jurjević, hrvatski gimnastičar (* 1932.) |

## Blagdani i spomendani
- Badnjak (po gregorijanskom kalendaru)
- Adam i Eva (katoličanstvo)
- Dan državnosti u Libiji